# Mariä Heimsuchung (Altdorf)

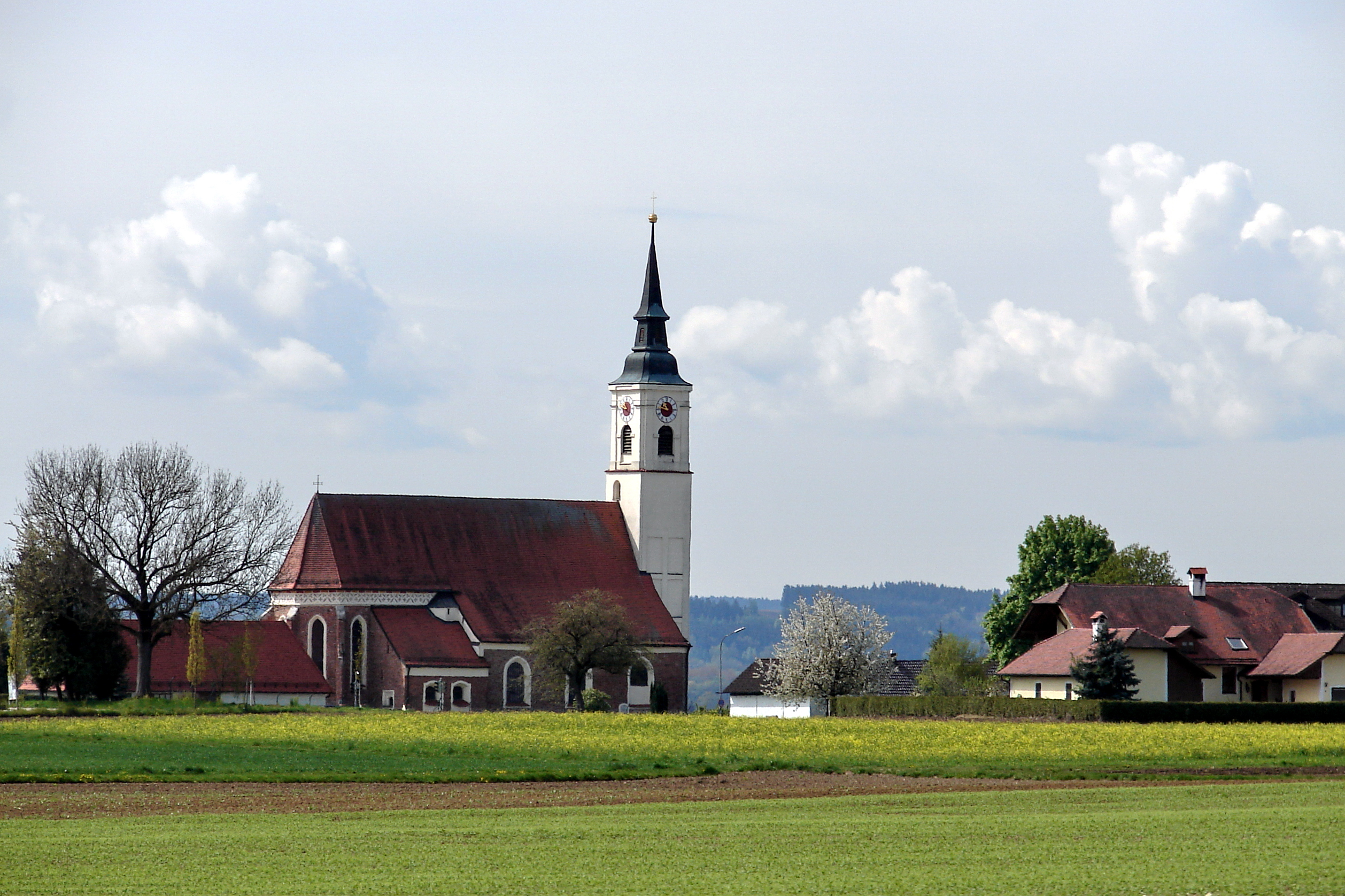
Außenansicht der Pfarrkirche Mariä Heimsuchung

Die römisch-katholische Pfarrkirche Mariä Heimsuchung (umgangssprachlich als Frauenkirche bekannt) ist ein denkmalgeschütztes Kirchengebäude im Markt Altdorf im niederbayerischen Landkreis Landshut. Es ist dem Dekanat Landshut-Altheim des Bistums Regensburg zugeordnet. Die Kirche wurde im 15. Jahrhundert von der Landshuter Bauhütte im spätgotischen Stil errichtet und ab etwa 1665 im Inneren barockisiert.

## Lage und Nutzung

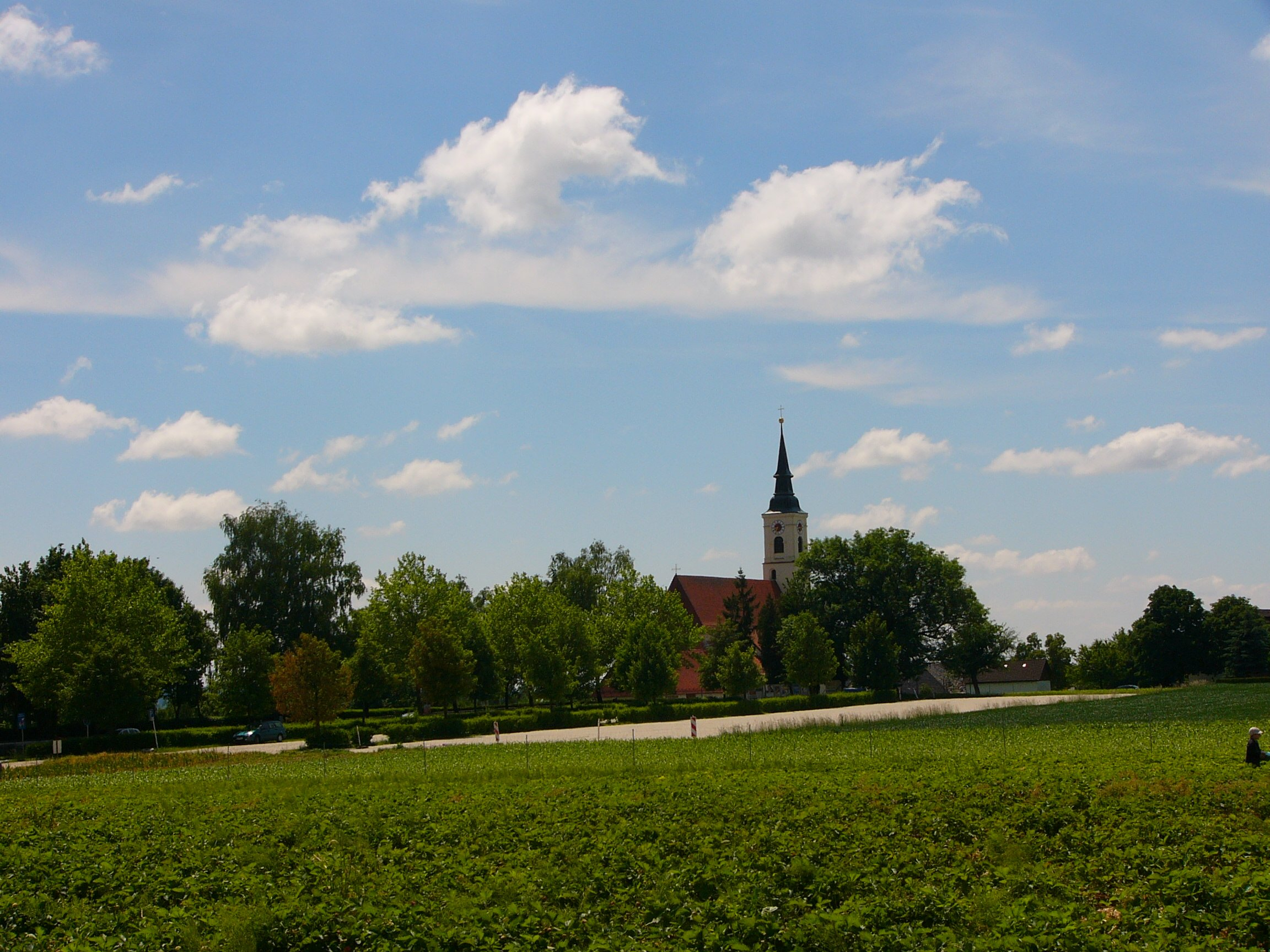
Ansicht der Frauenkirche inmitten des Friedhofes

Die Frauenkirche befindet sich am Ortsrand von Altdorf an der Ausfallstraße in Richtung Landshut auf einer Höhe von 409 m ü. NN. Durch ihre Lage auf einer Anhöhe oberhalb der Landshuter Wolfgangsiedlung eröffnet sich vom Kirchhof aus ein Blick über das komplette Stadtbild Landshuts. Direkt an die Kirche schließt sich der inzwischen mehrfach erweiterte Gemeindefriedhof von Altdorf an, sodass in der Kirche häufig Trauergottesdienste stattfinden. Seit der Einweihung der neuen St.-Nikola-Kirche in der Ortsmitte im Jahr 1984 finden jedoch die Hauptgottesdienste der Pfarrei Altdorf dort statt.
Der älteste Teil des Friedhofs ist von einer spätgotischen Mauer aus dem 15. Jahrhundert umgeben. Auf deren Westseite ist ein spätgotisches Portal erhalten.

## Geschichte
Aufgrund von Veränderungen der Bistumsgrenze zwischen Regensburg und Freising wurde im Jahr 1157 (und damit weit vor der Stadtgründung Landshuts im Jahr 1204) eine Kirche Zu unserer lieben Frau in Altdorf erstmals erwähnt. Diese wurde damals von der Pfarrei Ergolding in die Pfarrei Eugenbach umgegliedert.
In der ersten Hälfte des 13. Jahrhunderts entstand ein romanischer Ersatzneubau. Dieser wurde vermutlich von Herzogin Ludmilla veranlasst, da Schwaiger aus der Gegend ihre Söhne Otto und Albrecht vor dem eingefallenen Böhmenkönig Ottokar in Sicherheit gebracht hatten. Für diese Geschichte finden sich jedoch keine wissenschaftlichen Belege, weshalb sie heute als Legende verstanden wird.
Zur Frauenkirche entwickelte sich eine rege Wallfahrt, sodass Altdorf im Jahr 1365 einen eigenen Pfarrsitz erhielt. Der bis heute erhaltene spätgotische Bau dürfte – wohl mit längeren Phasen ruhender Bautätigkeit – zwischen 1419 (Jahreszahl aus der Matrikelangabe stammend) und 1466 entstanden sein. Der tatsächliche Baubeginn dürfte wohl deutlich nach 1419 stattgefunden haben, wobei der Chor mit großer Wahrscheinlichkeit noch der ersten Hälfte des 15. Jahrhunderts zuzurechnen ist. Aus den im Dachraum festgestellten Stoßfugen zwischen Chor und Langhaus lässt sich schließen, dass die beiden Baukörper nicht gleichzeitig entstanden sein können. So ist die Ausführung des Langhausgewölbes typisch für die Bautätigkeit der Landshuter Bauhütte in der zweiten Hälfte des 15. Jahrhunderts. Als Baumeister kommt Albrecht Ratmulner in Frage, der der berühmten Landshuter Bauhütte des Hans von Burghausen angehörte. Darauf weist eine Steinfigur des Schmerzensmannes aus dem frühen 15. Jahrhundert hin, die ursprünglich in einer Nische an der Südseite des Turmes untergebracht war. Heute befindet sie sich im Inneren des Gotteshauses. Die ältesten nachweisbaren Votivschriften, die von der ehemals blühenden Wallfahrt zeugen, stammen aus dem Jahr 1482.
Im Laufe der Jahrhunderte wurden kleinere bauliche Veränderungen vorgenommen. So führten 1710 Maurermeister Hans Widtmann aus Pfeffenhausen und 1770 der Landshuter Hofmaurermeister Felix Hirschstötter Reparaturarbeiten durch. Durch Blitzschlag wurde 1771 der Turmhelm zerstört, drei Jahre setzte der Maurermeister Joseph Dirlinger aus Rottenburg ein neues Obergeschoss mit barocker Haube auf. Auch im Laufe des 20. Jahrhunderts wurden mehrmals stilgerechte Instandsetzungsarbeiten durchgeführt, zuletzt in den 1990er Jahren. In den letzten Kriegstagen 1945 wurden der barocke Turmhelm und die Fenster durch US-amerikanischen Beschuss stark beschädigt. Die Amerikaner hatten im Kirchturm einen Meldeposten der deutschen Wehrmacht vermutet. Zunächst wurden die Kirchenfenster provisorisch vernagelt und der Turm mit einem Notdach versehen. Erst im Jahr 1970 wurde der obere Turmabschluss originalgetreu gemäß der barocken Ausführung wieder aufgebaut.

## Architektur

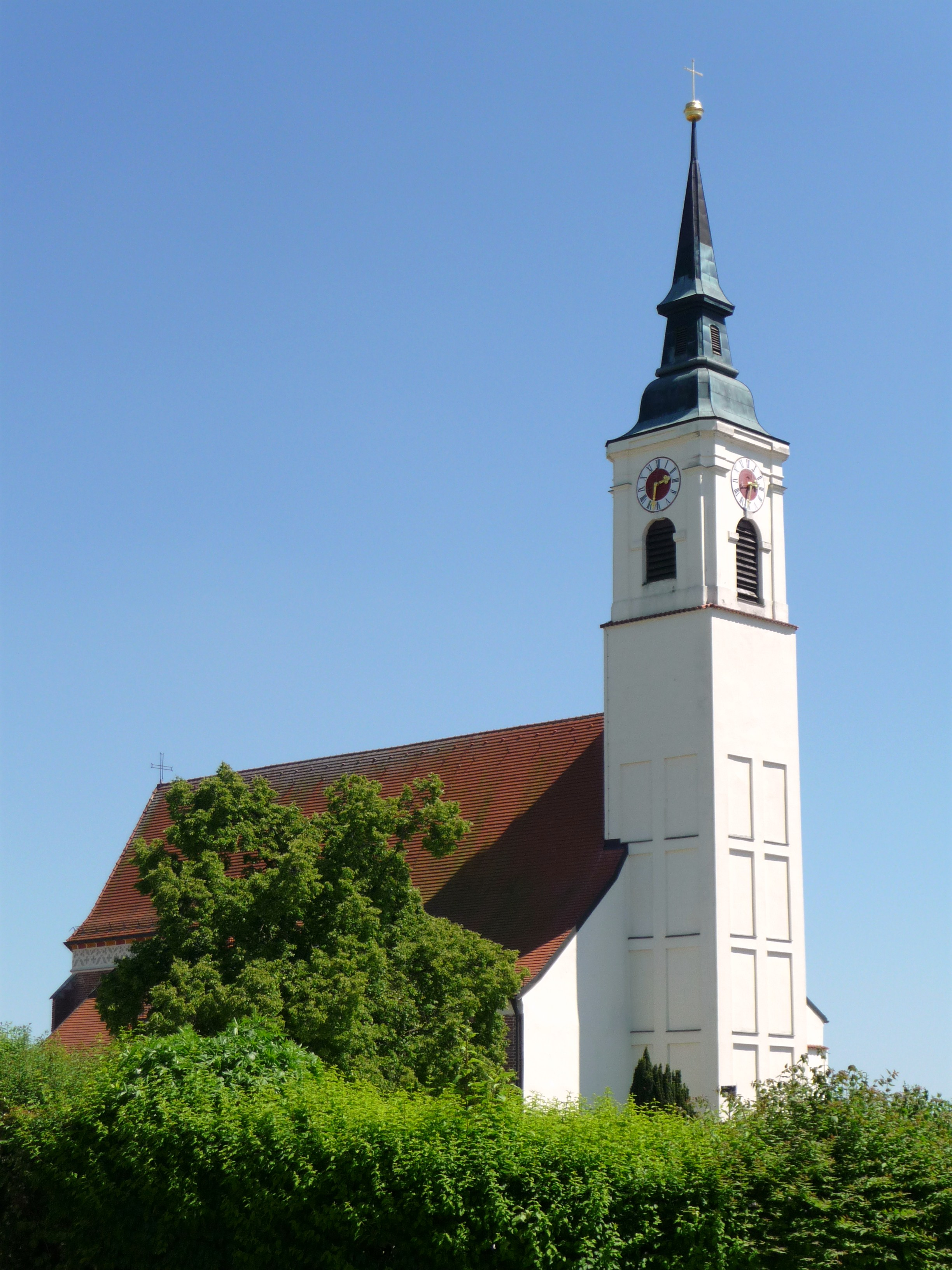
Turm der Pfarrkirche Mariä Heimsuchung

### Außenbau
Bei der Pfarrkirche handelt es sich um eine dreischiffige Hallenkirche mit einschiffigem Ostchor, der in Breite und Höhe mit dem Mittelschiff übereinstimmt. Beide Baukörper sind unter einem gemeinsamen Satteldach vereinigt. Der Außenbau ist bis auf die Westfassade und den Turm unverputzt, sodass das spätgotische Backsteinmauerwerk sichtbar ist. Das Langhaus umfasst drei Joche. Der Chor hingegen umfasst zwei Joche und einen Fünfachtelschluss. An der Nordseite des Chorraums ist die Sakristei angebaut, am Westjoch des südlichen Seitenschiffs eine gewölbte Vorhalle, die das einzige Kirchenportal enthält.
Der Außenbau wird vor allem durch spitzbogige Fensteröffnungen mit schrägem Gewände gegliedert. Deren Maßwerk ist nicht erhalten. Die Fenster in den Seitenschiffen sind etwas breiter als die Chorfenster. Die Fenster am Chorscheitel und an der Stirnwand des südlichen Seitenschiffs wurden zugesetzt. Am Chor außen befinden sich zudem zweifach abgesetzte Strebepfeiler. Um den gesamten Kirchenbau mit Ausnahme der Westfassade zieht sich ein zum Teil bemalter spätgotischer Dachfries, der als typisch für die Landshuter Bauhütte gilt.
Der durch Eck- und Mittellisenen gegliederte sechsgeschossige Turm über quadratischem Grundriss stammt noch von dem romanischen Vorgängerbau der Herzogin Ludmilla. Zwischen den Lisenen waren vermutlich Rundbogenfriese als oberer Abschluss der einzelnen Geschosse angebracht, die heute von außen nicht mehr erkennbar sind. Sie sind jedoch an der Ostseite des Turmes unter dem Dachstuhl des Langhauses noch erkennbar. Der Turm ist an der Westseite des Hauptschiffs angebaut und steht leicht aus der Mittelachse nach Norden versetzt. Das sechste Geschoss enthält auf der Südseite ein großes Gemälde der Patrona Bavariae aus jüngerer Zeit. Darüber erhebt sich ein siebentes barockes Turmgeschoss, welches den Glockenstuhl drei Glocken und vier Uhren enthält. Es wird durch Eckpilaster und allseitige Schallöffnungen gegliedert und leitet zu der nach oben hin spitz zulaufenden Haube über, die im 20. Jahrhundert aufgesetzt wurde.

### Innenraum

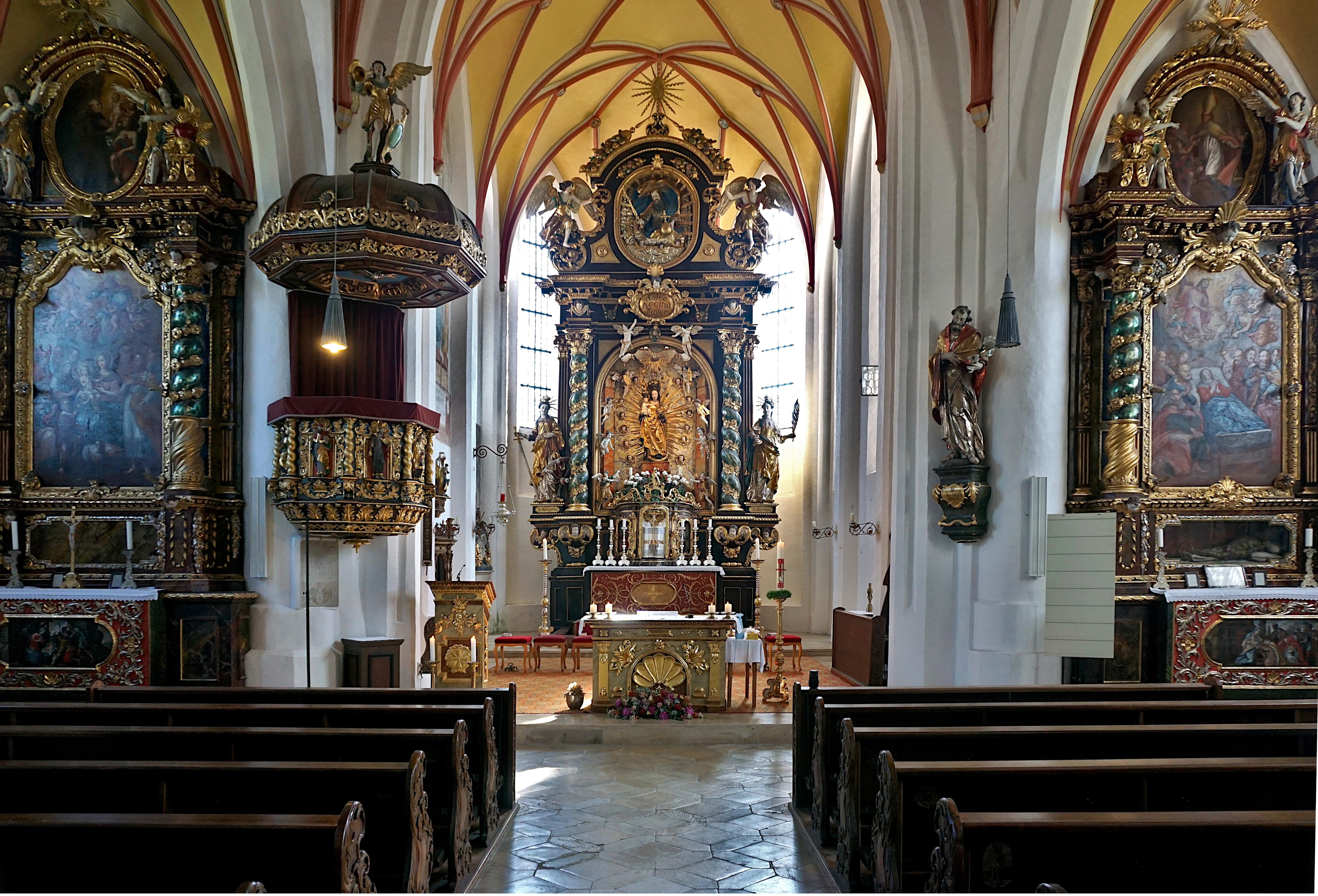
Innenraum der Pfarrkirche Mariä Heimsuchung

Das geräumige Altarhaus (11,40 × 7,30 Meter) wird von einem Netzrippengewölbe auf flachen, gefasten Pilastern überspannt. Die Rippen entspringen aus kleinen Kopfkonsolen. Die inneren Rippenkreuzungen sind ebenfalls mit Köpfen besetzt, die über den seitlichen Stichen mit runden, tellerförmigen Schlusssteinen und aufgelegten Wappenschilden. Die spitzen Schildbögen sind gefast. Der hohe, spitze Chorbogen ist auf beiden Seiten gestuft und gefast.
Das in der Länge rund 18 Meter messende Langhaus wird durch gedrungene, kämpferlose Rundpfeiler und spitze Scheidbögen in drei Schiffe geteilt. Dabei ist das Mittelschiff mit 6,80 Meter deutlich breiter als die je 3,90 Meter breiten Seitenschiffe. Alle drei Schiffe werden von einem Rippengewölbe in sternförmiger Konfiguration überspannt. Die birnstabförmigen Rippen im Mittelschiff entspringen aus Kopfkonsolen mit Schriftband. Die beiden östlichen Konsolen sind profiliert und weisen vorgelegte, spitze Wappenschilde auf. Die Schlusssteine im Mittelschiff sind tellerförmig. Das Gewölbe in den Seitenschiffen ruht an den Umfassungsmauern auf rechteckigen, gefasten Pilastern und weist spitze, gefaste Schildbögen auf. Die wiederum birnstabförmigen Rippen entspringen aus Blattwerkkonsolen. Die tellerförmigen Schlusssteine sind teilweise leer, teilweise mit aufgelegter Rosette oder stumpfem Spitzschild verziert. Die auf zwei Reihen quadratischer Pfeiler ruhende Westempore wurde erst in der Barockzeit eingezogen. Der Raum unterhalb wird von einem Kreuzrippengewölbe überspannt.
In der Sakristei befindet sich ein Netzgewölbe, dessen Schildrippen aus Kopfkonsolen entspringen. Die runden Schlusssteine sind mit aufgelegten Spitzschilden verziert. In der südwestlichen Ecke der Sakristei, also unmittelbar im Winkel zwischen Chor und Langhaus, befindet sich eine Wendeltreppe, die als Aufgang zum oberen Geschoss der Sakristei, deren Dachboden und zur Kanzel dient.
In der Vorhalle befindet sich ein Gewölbe, das die gleiche Konfiguration wie in der Sakristei aufweist. Die Rippen entspringen hier jedoch aus runden, profilierten Eckkonsolen und streben einem wiederum runden Schlussstein zu. Der Öffnungsbogen der Vorhalle ist spitz, weist an der Außenseite eine abgeschrägte Kante auf und ist im Bogen mit einer Hohlkehle zwischen Fasen profiliert. Das spitzbogige Portal weist ein profiliertes Gewände aus drei Rundstäben zwischen Hohlkehlen auf. Der äußeren umläuft dabei eine rechteckige Blende über dem Spitzbogen.

## Ausstattung
Der Großteil der beachtenswerten Ausstattung der Kirche stammt aus der Zeit der Barockisierung im ausgehenden 17. und im 18. Jahrhundert. Dennoch sind wertvolle Stücke aus früheren Epochen erhalten.

### Hochaltar
Der barocke Hochaltar aus der Zeit um 1690 besitzt einen Aufbau, der von zwei gedrehten, rankenumwandenen Säulen getragen wird. An zentraler Stelle befindet sich ein qualitätvoll geschnitztes, lebensgroßes Gnadenbild der Mutter Gottes mit dem Jesuskind im frühen Renaissance-Stil, welches um 1520 von der wohlhabenden Familie Pätzing gestiftet wurde. Die Plastik wird dem Landshuter Bildhauer Jörg Rot, einem Kollegen Hans Leinbergers, zugeschrieben. Die Seitenfiguren des Hochaltares in der Filialkirche St. Katharina in Arth, welche die Heiligen Barbara und Katharina darstellen, sind demselben Meister zuzuschreiben und waren früher möglicherweise Teil des Hochaltares der Altdorfer Frauenkirche. Die von einem Sternenkranz umgebene Madonna wurde um 1750 von dem Landshuter Goldschmied Ferdinand Schmidt gekrönt und mit einem Zepter in der Hand ausgestattet. Von dem Gnadenbild geht ein Strahlenkranz aus, der von zahlreichen Engeln umgeben ist. Der Altaraufbau wird von zwei Barockfiguren der Heiligen Katharina und Barbara flankiert. Diese stammen aus der Hand des Landshuter Bildhauers Anton Hiernle. Das Antependium mit geschnitztem Rankwerk datiert aus der Zeit um 1720. Der Tabernakel wurde um 1750 geschaffen und von dem Landshuter Maler Matthias Darbürger gefasst.

### Seitenaltäre
Die Seitenaltäre an den Stirnwänden der Seitenschiffe dürften gleichzeitig mit dem Hochaltar entstanden sein, wie aus stilistischen Merkmale geschlossen werden kann. Der Aufbau wird jeweils von zwei gewundenen Säulen getragen, deren Schaft im unteren Teil kanneliert ist. Beide enthalten Altarblätter von Anton Pendl aus dem Jahr 1703. Am linken (nördlichen) Seitenaltar ist die heilige Sippe dargestellt, darunter ein kleines Gemälde der Geburt Christi und im Auszug eine Darstellung des heiligen Antonius von Padua mit dem Jesuskind. Das Altarblatt des rechten (südlichen) Seitenaltares zeigt Christus als Pantokrator, der seine sterbende Mutter in der Ewigkeit erwartet. Im Auszug ist der „Apostel der Deutschen“, der heilige Bonifatius, dargestellt. Eine Reliquie dieses Heiligen wird seit der Barockzeit in einem Schrein aufbewahrt.

### Kanzel
Die barocke Kanzel, entstanden um 1710, wird dem Rottenburger Schreiner Georg Schauer zugeschrieben. Der polygonale Kanzelkorb wird durch gewundene Säulchen in Felder aufgeteilt, in denen Reliefdarstellungen der vier Kirchenväter zu sehen sind. Korpus und Schalldeckel sind mit Akanthusschnitzwerk reich verziert.

### Wandgemälde
An den Seitenwänden des Chores haben sich alte Fresken erhalten. An der Südwand sieht man eine Schutzmantelmadonna, an der Nordwand ist Mariä Verkündigung dargestellt. Letzteres wurde 1937 wieder freigelegt und stellt das älteste Wandgemälde der Kirche dar. Es wurde im Jahr 1504 von dem Maler Anton Mayr aus Landshut signiert.
Auch die Bogenwände des Mittelschiffs enthalten bedeutende Fresken. Diese wurden 1656 von Paul Weinzierl und Hans Georg Schindl gemalt und zeigen die zwölf Apostel. An den Seitenschiffen sind Gleichnisse und Szenen aus den Evangelien dargestellt.

### Übrige Ausstattung
Volksaltar und Ambo, die 1981 von dem Kirchenmaler Stefan Scheffzyk geschaffen wurden, sind dem barocken Stil nachempfunden. Im Chor sind außerdem eine Figurengruppe der Anna selbdritt aus der Zeit um 1510 und ein spätgotisches Relief des Marientodes aus der Zeit um 1480 zu sehen. Letzteres stammt von dem Landshuter Bildhauer Heinrich Helmschrot und zeigt die auf dem Sterbebett liegende Maria von den zwölf Aposteln umgeben.
Im Vorbau des gotischen Portals ist eine Steintafel angebracht, auf der die seit 822 amtierenden Priester in Altdorf und Eugenbach überliefert sind.

### Orgel
Die heutige Orgel der Kirche wurde im Jahre 1704 für das Franziskanerkloster in Landshut gebaut und kam 1802 nach dem Abriss der Franziskanerkirche im Zuge der Säkularisation in die Altdorfer Frauenkirche. Der barocke Prospekt ist mit aufwändigem Rankwerk versehen. Es wurde dem Franziskanerkloster von dem Pfarrer Johann Erhardt von Bayerbach gestiftet, wie aus einer Wappenumschrift am Gehäuse erkennbar: A. R. D. IOANNES ERHARDT SS. THEOL. LIC. PAROCH. (1675–1701) IN PAYERPACH FIERI CURAVIT.
Das Schleifladeninstrument mit mechanischen Spiel- und Registertrakturen umfasst elf Register auf einem Manualen und fest angekoppeltem Pedal. Das Pfeifenwerk wurde im Laufe der Zeit teilweise erneuert. Restaurierungsarbeiten nahmen zum Beispiel die Landshuter Orgelbauer Joseph Schweinacher im Jahr 1831 und Johann Ehrlich im Jahr 1850 vor. Die Disposition lautet wie folgt:
| I Manual CDEFGA–c3 |            |        |
| 1.                 | Principal  | 8′     |
| 2.                 | Copel      | 8′     |
| 3.                 | Salicinett | 8′     |
| 4.                 | Octav      | 4′     |
| 5.                 | Quint      | 3′     |
| 6.                 | Superoctav | 2′     |
| 7.                 | Mixtur III | 1′     |
| 8.                 | Cornett II | 1 3⁄5′ |

| Pedal CDEFGA–c1 |           |     |
| 9.              | Subbaß    | 16′ |
| 10.             | Violonbaß | 16′ |
| 11.             | Octavbaß  | 8′  |